# 3163 Randi
För andra betydelser, se Randi.
3163 Randi eller 1981 QM är en asteroid i huvudbältet som korsar Mars omloppsbana. Den upptäcktes 28 augusti 1981 av den amerikanske astronomen Charles T. Kowal vid Palomar-observatoriet. Den har fått sitt namn efter den amerikanske illusionisten James Randi.
Asteroiden har en diameter på ungefär 3 kilometer.